# たけくらべ
『たけくらべ』は、樋口一葉の短編小説。1895年（明治28年）1月から翌1896年（明治29年）1月まで『文学界』に断続的に連載（文学界雑誌社、第25 - 27号、32号、35号 - 37号）。
連載終了3か月後の同年4月10日発行の『文芸倶楽部』（博文館、第2巻第5号）に一括掲載され、森鷗外や幸田露伴、斎藤緑雨らから激賞を受けたことで、樋口一葉の文名が一挙に知れ渡るきっかけになった作品である。題名は伊勢物語 第23段の、幼馴染みの若い男女が筒井筒（丸い井戸の竹垣）で背をくらべた子供時代を懐かしむ話に因む。 
吉原遊郭の遊女を姉に持つ14歳の少女・美登利 (みどり) と僧侶の息子・藤本信如 (ふじもとのぶゆき、しんにょ) との淡い恋を中心に、吉原遊郭裏手の町「大音寺前」に住む思春期前の少年・少女たちの生活を、千束神社の夏祭りから大鳥神社の三の酉の市までの季節の移り変わりを背景に描き出した作品。

## 概要

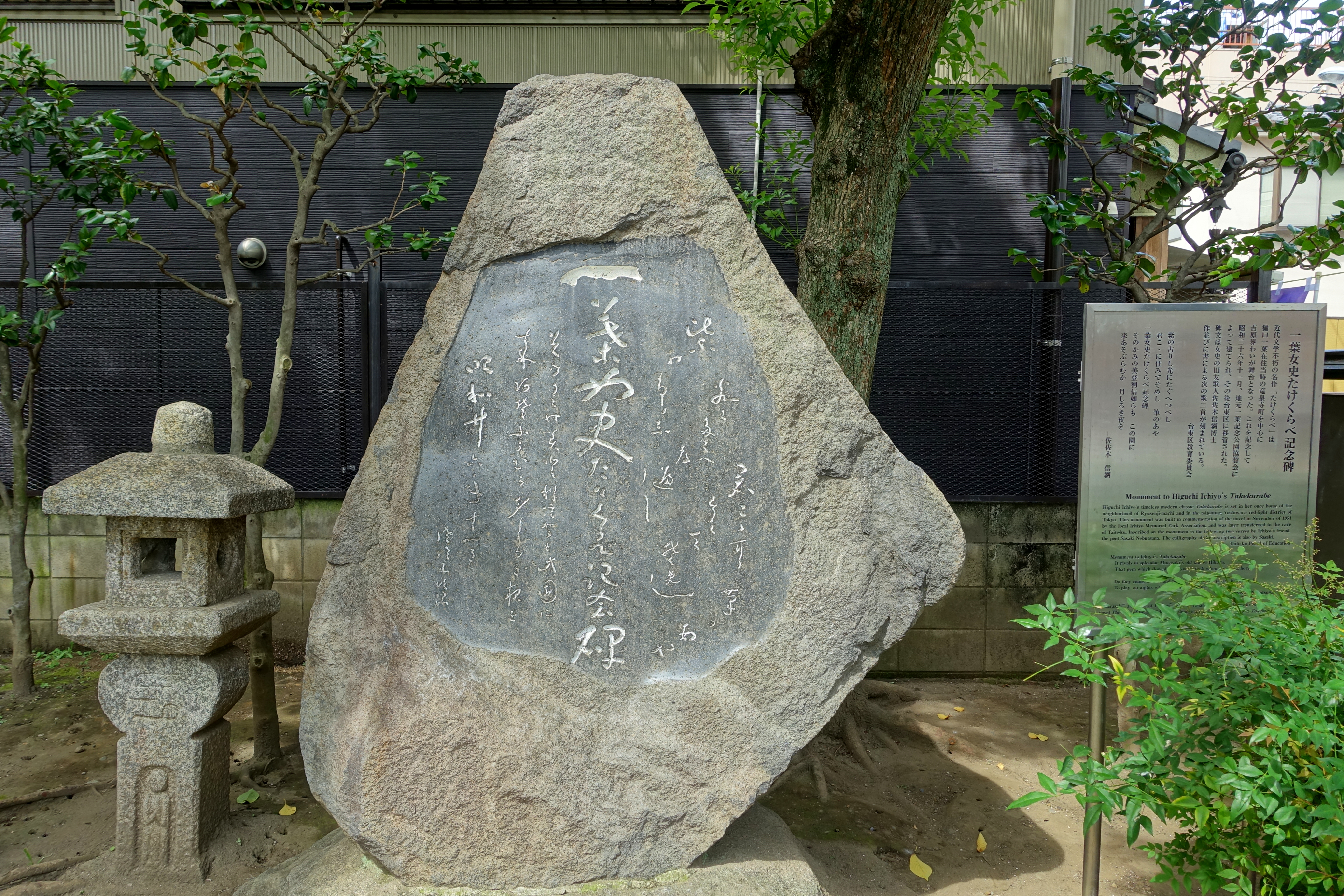
一葉記念公園にある、一葉女史たけくらべ記念碑

1893年（明治26年）、一葉は吉原にも近い下谷区下谷龍泉寺町において荒物雑貨駄菓子屋を経営しており、このころの実体験で得た題材が「たけくらべ」はじめ作品へ繋がっていると考えられている。翌1894年には下谷から本郷区丸山福山町へ転居し、「暗夜」、「大つごもり」に続き「たけくらべ」を連載した。一葉は「裏紫」に至るまで作品を次々と発表しており、後に「奇蹟の14ヶ月」と評される期間にあたる。
1895年（明治28年）1月22日の星野天知一葉宛書簡（日本近代文学館所蔵）によれば、星野は文学界1月号の原稿が集まらないために一葉に作品を依頼し、一葉は書き溜めていた作品「雛鶏」を改題して発表したという。翌1896年（明治29年）、『文芸倶楽部』に一括掲載されると、森鷗外や幸田露伴らに着目され、鴎外の主宰する『めさまし草』誌上での鴎外、露伴、斎藤緑雨の3人による匿名合評「三人冗語」において高い評価で迎えられたが、一葉はこの頃結核が悪化し、同年11月には死去している。再掲載時の原稿は口述して妹の邦子に書き取らせたものであり、「一葉」と署名された上下に別人による加筆があり「樋口一葉女」と記されている（発表作品における一葉の署名は一般に「樋口夏子」か「一葉」）。没後に『一葉全集』が刊行され、「たけくらべ」をはじめとする作品は現在に至るまで広く親しまれることとなった。
1918年（大正7年）に博文館から刊行された真筆版『たけくらべ』では、鏑木清方が口絵を手がけており、鏑木は1940年（昭和15年）にも墨画『たけくらべ美登利』（京都国立近代美術館所蔵）を制作している。また1925年（大正14年）には、木村荘八が吉原遊廓の賑わいを描いた画『たけくらべ絵巻』を制作している。
作中に登場する龍華寺のモデルは、浄土宗寺院の大音寺であると考えられている。また、東京都台東区竜泉の一葉記念公園内には、佐佐木信綱による短歌「そのかみの美登利信如らも此の園に来あそふらんか月白き夜を」が刻まれた「一葉女史たけくらべ記念碑」（歌碑）がある。未定稿などの肉筆原稿は日本近代文学館、山梨県立文学館、早稲田大学図書館、天理大学附属天理図書館、駒澤大学図書館などに所蔵されている。

## あらすじ
吉原の遊女を姉に持つ勝気でおきゃんな少女美登利は、豊富な小遣いで子供たちの女王様のような存在だった。対して龍華寺僧侶の息子・信如は、俗物的な父を恥じる内向的な少年である。二人は同じ学校に通っているが、運動会の日、美登利が信如にハンカチを差し出したことで皆から囃し立てられる。信如は美登利に邪険な態度をとるようになり、美登利も信如を嫌うようになった。
吉原の子供たちは、鳶の頭の子・長吉を中心とした横町組と、金貸しの子・正太郎を中心とした表町組に分かれ対立していた。千束神社（千束稲荷神社）の夏祭りの日、美登利ら表町組は幻灯会のため「筆や」に集まる。だが正太郎が帰宅した隙に、横町組は横町に住みながら表町組に入っている三五郎を暴行する。美登利はこれに怒るが、長吉に「姉の跡つぎの乞食め」と屈辱的な言葉で罵倒され、泥草履を額に投げつけられる。
ある雨の日、用事に出た信如は美登利の家の前で突然下駄の鼻緒が切れて困っていた。美登利は鼻緒をすげる端切れを差し出そうと外に出るが、相手が信如とわかるととっさに身を隠す。信如も美登利に気づくが恥ずかしさから無視する。美登利は恥じらいながらも端切れを信如に向かって投げるが、信如は通りかかった長吉の下駄を借りて去ってしまう。
大鳥神社の三の酉の市の日、正太郎は、髪を島田に結い美しく着飾った美登利に声をかける。しかし美登利は悲しげな様子で正太郎を拒絶、以後、他の子供とも遊ばなくなってしまう。ある朝、誰かが家の門に差し入れた水仙の造花を美登利はなぜか懐かしく思い、一輪ざしに飾る。その花が置かれたのは信如が僧侶の学校に入るため町を去る前の日だった。

## たけくらべ論争
物語の最後で、主人公の美登利が急に元気を無くすのはなぜか、という謎に対し、「初潮」が来て、いよいよ自身も遊郭の女にならなければいけない運命を知り子供の世界から離れる悲哀を表わしているという解釈が国文学者らにより長らくなされていた。しかしその後1985年（昭和60年）に「初店説」（初めて客をとったことによる処女喪失）を主張する作家の佐多稲子が、「娼妓として正式なものではないが、店奥で秘密裏に水揚げが行なわれたのではないか」と感想を述べた。この佐多の感想に対し、「初潮説」を支持してきた学者の前田愛が異なる見解を述べたことから始まった解釈違いによる論争。この論争には「初潮」説を支持する瀬戸内晴美のほか、野口冨士男、吉行淳之介などの小説家も加わり、侃々諤々の論争を繰り広げた。現在も両説ともに支持者が存在している。

## 直筆草稿
樋口一葉の『たけくらべ』の草稿が日本近代文学館に現存する。まだ草稿段階であるがゆえに自在な運筆をみせ、一葉の息づかいが感じられる。連綿で書きながら原稿用紙のます目に一字ずつを入れており、その流麗な筆は絶妙といえる。書においても天賦の才を窺い知ることのできる貴重な真跡である。

## 映像化作品
- 1924年：映画『たけくらべ』（日活） - 監督：三枝源次郎、出演：木藤茂、徳川良子、稲垣浩ほか
- 1955年：映画『たけくらべ』（新東宝） - 監督：五所平之助、出演：美空ひばり、岸恵子、山田五十鈴、市川染五郎（松本白鸚 (2代目)ほか
- 1973年：テレビドラマ『たけくらべ』（日曜劇場、TBS） - 出演：中野良子、あおい輝彦、石橋正次、仲雅美、森本レオほか
- 1974年：テレビドラマ『たけくらべ』（女・その愛のシリーズ、NET） - 出演：由美かおる、藤間文彦、三宅邦子、殿山泰司、佐々木剛ほか
- 1976年11月7日：人形劇（単発）『たけくらべ』（NHK） - 声の出演：十朱幸代（美登利）、坂東玉三郎（信如）、坂口美奈子（大巻）、初代市川右近（正太郎）ほか、語り：杉村春子、人形：辻村ジュサブロー
- 1986年：テレビアニメ『たけくらべ』青春アニメ全集（日本テレビ） - 声の出演：山本百合子、難波圭一、塩屋翼、千葉繁、語り手：木内みどり

## 舞台化
宝塚歌劇団によって、ミュージカル化。